# لادو، اسپانیا
لادو (به اسپانیایی: Lladó) یک منطقهٔ مسکونی در اسپانیا است که در آلت امپوردا واقع شده‌است. لادو ۱۳٫۵ کیلومتر مربع مساحت دارد.